# Timoner (bolet)
El timoner, el carlet groc o l'escarlet groc (Tricholoma acerbum) és una espècie de bolet pertanyent a la família de les tricolomatàcies.

## Descripció
- El barret és convex (més aplanat en madurar), carnós, de color beix-groc, amb tonalitats rosades i fa un diàmetre de 6-10 cm. Superfície lleugerament vellutada, amb el marge feblement estriat.
- Les làmines són adnates, força denses, de color blanquinós o crema pàl·lid, les quals prenen el color del rovell en ésser fregades. Aresta sencera i del mateix color.
- El peu fa 4-8 x 1-2 cm, cilíndric, una mica bulbós a la base, del mateix color (o una mica més pàl·lid) que el barret. Superfície ornamentada per una fina pruïna, sobretot a l'àpex.
- Carn blanquinosa, espessa, ferma i compacta.
- Olor no distintiva.
- Sabor molt característic i aspre.
- Esporada de color blanc.
- Les espores són d'àmpliament el·lipsoïdals a ovoïdals, llises, de 4,5-6,5 x 3,5-5 micròmetres.[7][8][9][10][11]

## Hàbitat
Es troba sota planifolis (en especial alzines o roures) i apareix cap a finals de l'estiu fins a començaments de la tardor. És poc comú.

## Distribució geogràfica
Viu a Nord-amèrica i Europa.

## Confusions amb altres espècies
Tricholoma roseoacerbum se'n diferencia per les tonalitats bru-rosades al barret i pel sabor de farina de la carn.

## Comestibilitat
És un bolet comestible (encara que lleugerament tòxic) però amb minses qualitats organolèptiques car té un sabor bastant amarg, el qual conserva, fins i tot, després de la cocció. Tot i això, hi ha indrets on és cercat i consumit.